# Florida West International Airways
Florida West International Airways (mã IATA = RF, mã ICAO = FWL) là hãng hàng không vận chuyển hàng hóa của Hoa Kỳ, trụ sở ở Miami, Florida. Hãng có các tuyến đường vận chuyển hàng hóa trong nước và châu Mỹ Latinh cũng như vùng Caribbe. Căn cứ chính của hãng ở Sân bay quốc tế Miami.

## Lịch sử
Hãng được thành lập và bắt đầu hoạt động từ năm 1981 dưới tên Florida West Airlines. Tháng 8/1995, Florida West International Airways mua hãng này và tái hoạt động từ ngày 12.3.1996. Tháng 12/2000, LAN Airlines mua 25% cổ phần của hãng. Hãng hiện có 66 nhân viên và do Mansour Rasnavad làm chủ tịch kiêm CEO (tháng 3/2007).

## Đội máy bay
(Tháng 3/2007):
- 6 Boeing 767-300F